# Pluimpot (natuurgebied)
Pluimpot is de naam van een natuurgebied in de Zeeuwse gemeente Tholen.
Het gebied ontstond nadat het laatste deel van de Pluimpot in 1957 was afgedamd in het kader van de Deltawerken. Het is gelegen ten zuiden van Sint Maartensdijk. Het gebied meet 27 ha en wordt beheerd door Staatsbosbeheer.
Het betreft een ingedamde kreek met bijbehorende oevers en bosjes. Het is een foerageer- en broedgebied voor vogels als scholekster, kluut en visdiefje. Op de laaggelegen delen vindt men zoutminnende planten, zoals zeekraal en zoutgras. Op de hoger gelegen delen groeien aan zoete omstandigheden gebonden planten, waaronder orchideeën.
Het gebied is toegankelijk via gemarkeerde paden.